# Ho Chi Minh Challenger 2004
L'Ho Chi Minh Challenger 2004 è stato un torneo di tennis facente parte della categoria ATP Challenger Series nell'ambito dell'ATP Challenger Series 2004. Il torneo si è giocato a Ho Chi Minh City in Vietnam dal 23 al 29 febbraio 2004 su campi in cemento.

## Vincitori

### Singolare
Arvind Parmar ha battuto in finale  Lu Yen-hsun con il punteggio di 6–3, 6(3)–7, 6–3

### Doppio
Rik De Voest /  Fred Hemmes hanno battuto in finale  Vadim Kucenko /  Jurij Ščukin con il punteggio di 6–3, 6–3